# إعصار ألثيا
إعصار ألثيا الإستوائي هو إعصار إستوائي قوي دمّر أجزاء من شمال كوينزلاند قبل رأس السنة لعام 1971. وهي واحدة من أقوى العواصف التي أثرت على منطقة تاونسفيل، إعصار ألثيا هو جزء من سلسلة عواصف ضربت المنطقة الإسترالية بين عامي 1971-1972. بعد تشكّلها بالقرب من جزر سليمان في 19 ديسمبر بدأت العاصفة تتوجه للجنوب الغربي متجاوزة بحر المرجان، وصلت العاصفة إلى ذروتها القصوى لمدة 10 دقائق حيث أصبح متوسط رياحها 165 كم/ساعة (105 ميل في الساعة). في التاسعة مساءً (بالتوقيت الأسترالي) عشية عيد الميلاد، ضربت العاصفة ألثيا ساحل كوينزلاند بالقرب من قرية رولينجستون، على بعد حوالي 50 كم (30 ميل) شمال تاونسفيل. بالرغم من أن قمر الأرصاد الجوية قد قدّم لمحات من حين لآخر في المراحل التكوينية للإعصار في وقتٍ مبكر، وقد حفّز الإعصار هطول أمطار غزيرة فوق كوينزلاند في المناطق الوسطى والغربية منها، حيث تحولت نحو الجنوب الشرقي قيما بعد، وفي 26 ديسمبر ظهر الإعصار فوق المياه المفتوحة. وبعد إعادة التشديد لفترة وجيزة، تبدد الإعصار في 29 ديسمبر.
أثناء انتقالها إلى الشاطئ، ولد إعصار ألثيا هبوب رياح تصل إلى 215 كم / ساعة (134 ميلا في الساعة) والتي أحدثت دماراً كبيراً حول تاونسفيل لتغادر إلى جزيرة ماغنيتيك القريبة وتجعلها في حالة من الخراب والفوضى. تقريباً كل المباني في الجزيرة تضررت إلى حدٍ ما. وقد وصل عرام العواصف إلى 3.66 أمتار (12.0 قدم)، في حين أن الموجات العالية قد دمرت الطرق و الجدران الواقية. وانحدرت الشواطئ بما يصل إلى 15.8 متر (52 قدماً) بسبب تآكل السواحل. وفي مدينة تاونسفيل، تضررت آلاف المنازل وتدمّر الكثير منها. وكان الضرر الأكثر انتشاراً هو في السقوف المنزلية، والتي كانت في كثير من الأحيان سيئة الجودة أو غير مضمونة. دفعت الأضرار الناجمة عن إعصار ألثيا في كوينزلاند إلى تطوير أول قوانين البناء على مستوى الولاية، مما يتطلب منازل جديدة لتكون مقاومة لأي إعصار مستقبلي. كان مجتمع تاونسفيل هو الأول لإعتماد معايير البناء المعززة. وبالإضافة إلى الأضرار الساحلية، أثار إعصار ألثيا فيضان نهري واسع داخل كوينزلاند. وقد قطعت مياه الفيضان معظم الطرق الرئيسية في الأجزاء الغربية من الولاية، واضطرت على إثرها مئات العائلات إلى مغادرة منازلهم لأرضٍ مرتفعة. وفي أعقاب الإعصار، ساعد 600 جندي من الجيش الأسترالي جهود الإنتعاش في تاونسفيل وجزيرة ماغنيتيك، في حين ساهمت كل من الولايات والحكومات الفيدرالية الأسترالية بأموال الإغاثة في حالات الكوارث. وقد قتل ثلاثة أشخاص وبلغ مجموع الأضرار 120 مليون دولار دولار أسترالي بقيمة عام 1971.